# Nybster
Nybster és un municipi rural dispers i minifundi situat a Caithness i està en l'àrea del Consell de Highland. A Nybster hi ha un broch (un edifici de l'edat del ferro) l'únic que hi ha a Escòcia. Va ser construït probablement entre el 200 aC i el 200 dC i es va reutilitzar durant el període picte (300 dC - 800 dC). El Broch de Caithness Centre ofereix l'oportunitat d'aprendre més sobre les comunitats que vivien en els brochs, els qui els van excavar i les comunitats que actualment encara hi estan involucrades. A 0,5 milles de distància en direcció nord hi ha el poble d'Auckengill, al llarg de la carretera A9.